# Ihar Majstrenka
Ihar Anatoljewicz Majstrenka (biał. Ігар Анатольевіч Майстрэнка; ros. Игорь Анатольевич Майстренко, Igor Anatoljewicz Majstrienko; ur. 21 listopada 1959 w Mińsku) – białoruski wioślarz reprezentujący ZSRR, brązowy medalista olimpijski i trzykrotny medalista mistrzostw świata.

## Kariera
Wystąpił na igrzyskach olimpijskich w Moskwie w 1980, gdzie osada ZSRR w składzie: Wiktor Kakoszyn, Andrij Tyszczenko, Ołeksandr Tkaczenko, Jonas Pinskus, Jonas Narmontas, Andrij Łuhin, Ołeksandr Mancewycz, Ihar Majstrenka i Hryhorij Dmytrenko (sternik) zajęła trzecie miejsce w ósemkach. W finale uplasowali się o 3,61 sekundy za osadą NRD i o 0,74 sekundy za osadą Wielkiej Brytanii. Był to jego jedyny start olimpijski.
W tej samej konkurencji zdobył także złoto na mistrzostwach świata w Monachium (1981) oraz brąz na mistrzostwach świata w Bledzie (1979). Ponadto wspólnie ze Stasysem Narušaitisem i Piotrem Piatryniczem zdobył srebrny medal w dwójkach ze sternikiem na mistrzostwach świata w Duisburgu (1983).
Uhonorowany tytułem Zasłużonego Mistrza Sportu ZSRR. Sześciokrotny mistrz ZSRR: 1980–1982, 1984, 1987 i 1988.